# Korenisazija

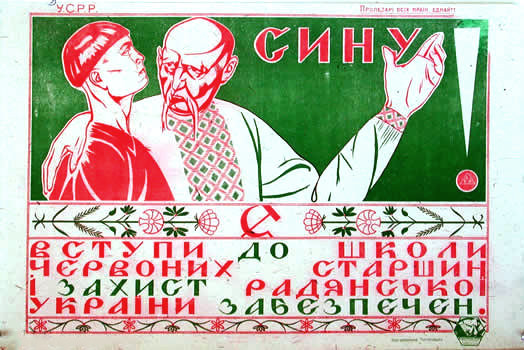
Sowjetukrainisches Propagandaplakat 1921 mit ukrainischer Aufschrift: „Sohn! Tritt in die Schule der Roten Kommandanten ein und die Verteidigung der Sowjetukraine wird gesichert sein.“ Die Blumenranken und das kosakische Outfit des Vaters (Wyschywanka-Hemd, rasierte Glatze mit Tschub, langer Schnurrbart, in der Sowjetunion oft „kosakisches/ukrainisches Hufeisen“ genannt) wurden gerade in dieser Zeit als spezifisch ukrainisch herausgestellt.

Korenisazija (russisch коренизация, Transliteration: korenizacija, wörtlich übersetzt „Einwurzelung“) bezeichnet die Politik der Bolschewiki bzw. der Sowjetunion in den 1920er Jahren nach der Oktoberrevolution. Sie hatte zum Ziel, nichtrussische Völker und Minderheiten explizit zu fördern, um sie in dem Vielvölkerstaat Sowjetunion gleichberechtigt zu integrieren. Russen wurden dazu ermutigt, teilweise auch dazu verpflichtet, in Gebieten, in denen sie eine Minderheit darstellten, die jeweilige Sprache zu lernen. Insbesondere in der Ukrainischen SSR führte die Korenisazija-Politik nach etwa einem Jahrhundert der Russifizierung als Politik des Russischen Reiches zu einer regelrechten (Re-)Ukrainisierung, wobei auch das Jiddische staatlich gefördert wurde, mit einer eigenen jüdischen Sektion innerhalb der damaligen Kommunistischen Partei. Spätestens ab 1931 kam die sowjetische Regierung jedoch wieder ab von dieser Politik und forcierte stattdessen teilweise wieder die Russifizierung.

## Vorgeschichte
Die Gründer des Marxismus sahen nationale Bewegungen noch als bürgerliche Ablenkungsmanöver von den eigentlichen sozialen Fragen, doch bereits Lenin hatte vor dem Ersten Weltkrieg die Anerkennungsinteressen unterdrückter nationaler Minderheiten den Arbeiterinteressen ideologisch gleichgestellt. In der Phase der Revolution und des russischen Bürgerkrieges waren die Bolschewiki mit vielen nationalen Autonomie- und Unabhängigkeitsbewegungen konfrontiert, die einen Widerspruch zur alten Perspektive aufzeigten. Außerdem versuchten sie 1917, nationale Bewegungen auf ihre Seite im Bürgerkrieg gegen die Weißen zu ziehen, der sich im Herbst 1917 anbahnte. Das gelang ihnen nur bei einer Minderheit, meist den sozialistisch eingestellten Flügeln der Bewegungen. Dazu veröffentlichten sie schon im November 1917 das „Dekret über die Rechte der Völker Russlands“, dem im Dezember mehrere Aufrufe an nationale Minderheiten und Völker in Russland und südlichen Nachbarländern folgten. Nach ihrem Sieg im sehr grausamen Bürgerkrieg beabsichtigten die Bolschewiki, ihre Versprechen einzulösen. Über die administrative Beantwortung der nationalen Frage kam es in den letzten Lebensmonaten Lenins zu einem Konflikt zwischen ihm und Stalin (bis 1923 offiziell Volkskommissar für Nationalitätenfragen), als sich Lenin an einem Streit zwischen Stalin und den georgischen Bolschewiki Pilipe Macharadse und Budu Mdiwani beteiligte, die in Georgien relativ liberal regierten, der schließlich zu Lenins bekanntem politischen Testament gegen Stalin führte. Während Lenin eine „Union der Sozialistischen Sowjetrepubliken Europas und Asiens“ mit Austrittsrecht anstrebte, weil er glaubte, sozialistisch entfaltete Völker hätten keine Konflikte, wollte Stalin, der Nationalbewegungen und Nationalismen misstraute, nur eine Russische Föderative Republik mit höchstens autonomen Republiken ohne Austrittsrecht. Ergebnis des Machtkampfes war schließlich die Gründung der UdSSR am 30. Dezember 1922 und ein kompliziertes Mischsystem aus konstitutiven Unionsrepubliken (SSR) mit formalem Austrittsrecht, ihnen untergeordneten Autonomen Republiken (ASSR) ohne Austrittsrecht, Autonomen Oblasten oder Autonomen Gebieten (AO), die den Provinzen unterstanden und als kleinste Form der Autonomie Nationale Kreise (NO, deutsch auch NK).

## Grundlegende Elemente
Zur Korenisazija gehörte neben der erwähnten Bildung mehrerer SSR, ASSR, AO und NK der Versuch, eine dem regionalen Bevölkerungsanteil der Minderheiten entsprechenden Anteil in der Arbeiterschaft, unter KP-Mitgliedern, in der Staatsverwaltung und im Bildungswesen durch Quotenregelung herzustellen, die Schaffung neuer Nationalsprachen in lateinischer Schrift (wobei neben neu geschaffenen Schriftsprachen auch existierende Schriftsprachen in arabischer Schrift, mongolischen Schriften und hebräischer Schrift durch die lateinische Schrift ersetzt wurden), die Festlegung von Nationalkulturen und Nationalhistorien und schließlich die Einführung der Schulpflicht und die schnelle Alphabetisierung der gesamten Bevölkerung, wobei möglichst jeder in seiner Muttersprache unterrichtet werden sollte („Sozialismus in 100 Sprachen“). In Baku legten Linguisten innerhalb der verschiedenen Sprachen der Sowjetunion geeignete Dialekte als Grundlage der Schriftsprachen fest, legten lateinische Schriftzeichen für die Vokale und Konsonanten fest und verfassten Wörterbücher, Grammatiken, Schulbücher und Beispieltexte. Die Behörde in Baku, in der zu diesem Zweck vorwiegend Sprachwissenschaftler arbeiteten, hieß 1927–30 „Zentralkomitee (ZK) für das neue türkische Alphabet“. Als sie sich nicht mehr nur mit der Entwicklung von turksprachigen Schriftsprachen, sondern von Schriftsprachen für alle nationalen Minderheiten beschäftigte, wurde sie 1930 in „Allunions-ZK für das neue Alphabet beim Zentralen Exekutivkomitee (ZEK) der UdSSR“ umbenannt. (Das ZEK war die parlamentsähnliche Institution der sowjetischen Verfassung 1924–38, die seit der 2. Verfassung 1938 Oberster Sowjet der UdSSR hieß.) Die Schulpflicht nicht nur für Kinder in Grundschulen, sondern auch Erwachsene in Abendschulen wurde 1930 eingeführt. Man hatte das Ziel, bis 1940 die gesamte Bevölkerung zu alphabetisieren, was aber offiziell bis 1958, faktisch erst bis in die 1960er Jahre gelang, womit diese neuen Schriftsprachen nun auch flächendeckend gelehrt wurden. Komplizierter war die folgende Bildung eines Mittelschul-, Berufsschul-, Oberschul- und Hochschulsystems in den verschiedenen Sprachen. Diesen Maßnahmen folgte die Niederschrift und zum Teil Konstruktion von Nationalhistorien und Nationalkulturen, die als weiterer Teil der „Nationsbildung“ positiv bewertet und so auch in Schulen gelehrt wurden. Ironischerweise kamen die Bolschewiki, die selbst auf nationale Zugehörigkeit wenig Wert legten, mit dieser Politik den Nationalidentitäten in Sprachgrenzen (die sie zeittypisch nicht hinterfragten) nicht nur entgegen, sie förderten und festigten sie bewusst, was auch die Bezeichnung „Korenisazija“ ausdrückt. In einigen Regionen Mittelasiens und Dagestans, in denen man vorher in Grenzen des Stammes, der Herkunftsregion oder der Religionsgemeinschaft dachte, wurden die Identitäten faktisch erst erfunden. Ideologisch wurde die Politik so gerechtfertigt, dass die „Stufe“ nationaler Identifikation ein „notwendiges Durchgangsstadium“ auf dem Weg in die „klassenlose Gesellschaft“ sei.

## Begrenzung unter Stalin
Die Phase der Korenisazija, die in ähnlicher Form in der gesamten Sowjetunion durchgeführt wurde, wurde zunehmend von Repressionen Stalins gegen eingebildete oder tatsächliche nationalistische Abweichler in der Kommunistischen Partei begleitet, die sich allmählich über die Zwangskollektivierung der Landwirtschaft mit folgender gewaltsamer Entkulakisierung bis hin zur Großen Terror-Säuberung Ende der 1930er Jahre steigerten. In dieser Phase der Stalinherrschaft konnte schon der Verdacht abweichender Meinungen das Todesurteil sein. Die nationalen Minderheitengebiete waren von den Säuberungen wegen des Misstrauens gegen Nationalisten besonders stark betroffen, den „Startschuss“ der großen Säuberung unter den KP-Funktionären der Minderheitengebiete gab der damalige georgische und transkaukasische KP-Vorsitzende Lawrenti Beria, als er am 9. Juli 1936 den armenischen KP-Vorsitzenden Aghassi Chandschjan wahrscheinlich persönlich in seinem Büro in Tiflis erschoss. Parallel zu diesen Ereignissen wurde auch die Korenisazija 1932–38 schrittweise beendet. Ein Zuzug russischer Facharbeiter und Funktionäre in die Minderheitengebiete wurde wieder gefördert, die Quoten für Minderheiten aufgehoben und die Bedeutung des Russischen in der Schulausbildung deutlich angehoben. Ergebnis war, dass am Ende der Sowjetunion bis auf wenige Restgebiete (Südtschetschenien, Osttadschikistan) praktisch die gesamte Bevölkerung auch fließend russischsprachig war. Besonders auffällig war die Ersetzung lateinischer Alphabete für Minderheitensprachen durch neue kyrillische Alphabete 1937/38. Daneben trat eine Propagierung der „Völkerfreundschaft“ und seit dem Zweiten Weltkrieg auch des „Sowjetvolkes“. Auch wurden frühere Widerstände gegen die russische Expansion nun nicht mehr als „antikolonialer Freiheitskampf“, sondern als „anachronistischer Widerstand gegen den Fortschritt“ bewertet. Trotzdem wurden nicht alle Elemente der Korenisazija-Politik beseitigt. Ein Recht auf die Pflege der Nationalsprachen, Nationalliteraturen und Nationalkulturen blieb erhalten. Auch die Schulbildung in den Minderheitensprachen blieb erhalten, wenn auch bei weniger bedeutenden Sprachen manchmal auf die Grundschule reduziert. Diese Reste ohne die Möglichkeit politischer Abweichung wurden unter dem Slogan „Kulturautonomie“ zusammengefasst, zu deren Charakterisierung es in der Sowjetunion den Witz gab: „Kulturautonomie ist das Recht, den Willen des Kreml auch in der eigenen Sprache zu sagen.“ Aber auch mit diesem Rest hatte die UdSSR eine weiter entwickelte Minderheitenpolitik als die meisten Nachbarstaaten.